# الغزو المغولي لليابان

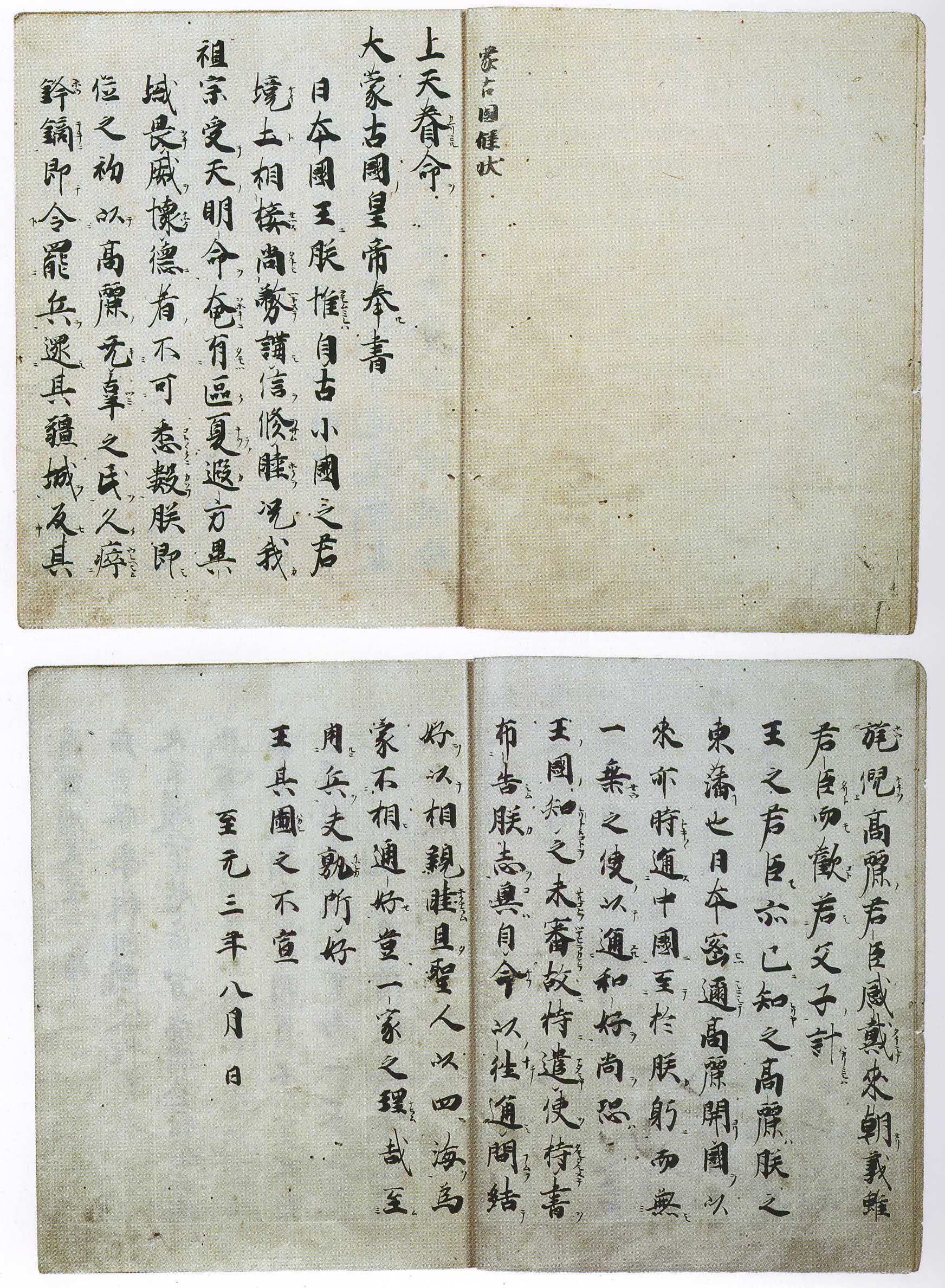
رسالة من قوبلاي خان إلى " امبراطور اليابان.

الغزوات المغولية لليابان (باليابانية: 元 寇، جينكو)، التي حدثت بين عامي 1274 و1281، هي جهود عسكرية كبيرة قام بها قوبلاي خان، إمبراطور سلالة يوان التي تأسست حديثًا في الصين في ذلك الوقت، بهدف غزو الأرخبيل الياباني بعد إخضاع مملكة غوريو لتبعيته. وقد فشلت محاولات الغزو هذه في النهاية، ولكنها ذات أهمية تاريخية كلية لأنها وضعت حداً للتوسع المغولي. وذُكرت هذه الغزوات في العديد من الأعمال الخيالية، وهي أقدم الأحداث التي تستخدم فيها كلمة كاميكازي «الرياح الإلهية» على نطاق واسع، وجاءت الكلمة في إشارة إلى إعصاري التيفون اللذين واجههما الأسطول المغولي.
كانت هذه الغزوات إحدى أقدم الحالات التي استُخدم فيها البارود للحرب خارج الصين. وكان استخدام القنابل المتفجرة التي تُلقى باليد من أبرز الابتكارات التقنية العسكرية خلال الحرب.

## الخلفية
بعد سلسلة من الغزوات المغولية لكوريا بين عامي 1231 و1281، وقعت مملكة غوريو معاهدة لصالح المغول وأصبحت دولة تابعة. وأُعلن قوبلاي خاقانًا لإمبراطورية المغول في عام 1260 (على الرغم من أن معظم المغول في الغرب لم يُقروا بذلك)، وأسس عاصمته في خانبالق (ضمن بكين حاليًا) في عام 1264.
حكم اليابان في ذلك الوقت الشيكين (حكام الشوغون) من عشيرة هوجو، الذي ناسب ميناموتو نو يوريي (شوغونية كاماكورا، وانتزع السيطرة منه، بعد وفاته في عام 1203. أصبحت الدائرة الداخلية لعشيرة هوجو ذات أهمية لدرجة أنهم لم يعدوا يتشاورون مع مجلس الشوغون (評定) أو المحكمة الإمبراطورية في كيوتو أو أتباعهم الغوكنين، واتخذوا قراراتهم في اجتماعات خاصة في مساكنهم.
قام المغول أيضًا بمحاولات لإخضاع الشعوب الأصلية في سخالين – شعوب الآينو والأوروك والنيفخ – بين عامي 1260 إلى 1308. ومع ذلك، من المشكوك فيه أن الغزوات المغولية لسخالين كانت جزءًا من الجهود لغزو اليابان.

## الاتصال
في عام 1266، أرسل قوبلاي خان مبعوثيه إلى اليابان مطالبًا البلاد بالخضوع للإمبراطورية المغولية ودفع أتاوات تحت تهديد القتال.

جاء في الرسالة:
برعاية انتداب السماء، يرسل إمبراطور المغول الأعظم رسالته إلى ملك اليابان. اهتم ملوك الدول الصغيرة، الذين يتشاركون الحدود مع بعضهم، بالتواصل وبناء الصداقات. منذ أن حكم أسلافي بأوامر السماء، حاول عدد لا يحصى من الدول البعيدة التشكيك في سلطتنا والاستخفاف بقوتنا. قدمت مملكة غوريو شكرها جراء وقفنا إطلاق النار واستعادة الأراضي والبشر بعدما استلمت العرش. إن علاقتنا إقطاعية، كعلاقة الأب بابنه. نعتقد أنكم تدركون ذلك مسبقًا. غوريو الآن هي المملكة الشرقية التابعة لي. تحالفت اليابان مع غوريو، ومع الصين أحيانًا، منذ تأسيس بلدكم، لكن اليابان لم ترسل سفراءها منذ استلامي العرش. نخشى أن المملكة لا تعلم بهذا الأمر بعد. لذا أرسلنا مبعوثًا حاملًا رسالتنا، ليعبّر بشكل خاص عن أمنياتنا. ادخلوا في علاقات ودية مع بعضكم منذ الآن. نرى أن جميع البلدان تنتمي لعائلة واحدة. لو لم نفهم ذلك، لما امتلكنا هذه الأفضلية. لا أحد يرغب باللجوء إلى السلاح.
على أي حال، عاد المبعوثون صفر اليدين. أرسل المغول مجموعة ثانية من المبعوثين عام 1268، لكنهم عادوا، كسابقيهم، بدون نتيجة. التقت مجموعتا المبعوثين بـتشينزي بوغيو، أو مفوض الدفاع عن الغرب، وهو الذي أوصل الرسالة إلى الشيكين هوجو توكيمونه، حاكم اليابان في كاماكورا، وإلى إمبراطور اليابان في كيوتو. بعد مناقشة الرسائل مع الدائرة الداخلية، برزت عدة جدالات، لكن الشيكين اتخذ قراره وأرسل المبعوثين إلى قوبلاي بدون ردّ. استمر المغول بإرسال مطالبهم، ووصلت بعض المطالب من طرف مبعوثين كوريين، وبعضها من طرف السفراء المغول في 7 مارس عام 1269 و17 سبتمبر عام 1269 وشهر سبتمبر من عام 1271 وشهر مايو من عام 1272. في كلّ مرة، لم يُسمح لحاملي الرسائل بالرسو في جزيرة كيوشو.
اقترح البلاط الإمبراطوري إيجاد حل بالتراضي، لكنه لم يملك تأثيرًا فعالًا على عملية اتخاذ القرار جراء تهميشه سياسيًا عقب معركة جوكيو. أمر الشوغون المتعنت جميع ملاك الإقطاعيات في كيوشو، وهي المنطقة الأقرب إلى شبه الجزيرة الكورية وبالتالي الأكثر عرضة للهجوم، بالرجوع إلى أراضيهم وتحريك قواتهم في كيوشو نحو الغرب، بالإضافة إلى تأمين نقاط الإنزال الأكثر عرضة للهجوم. بعد اعتراف البلاط الإمبراطوري بخطورة الوضع، قاد البلاط صلوات كبرى لتهدئة السكان المحليين، وأُجلت الكثير من المعاملات التجارية الحكومية حتى يتم التعامل مع هذه الأزمة.

## التحضيرات للغزو الأول

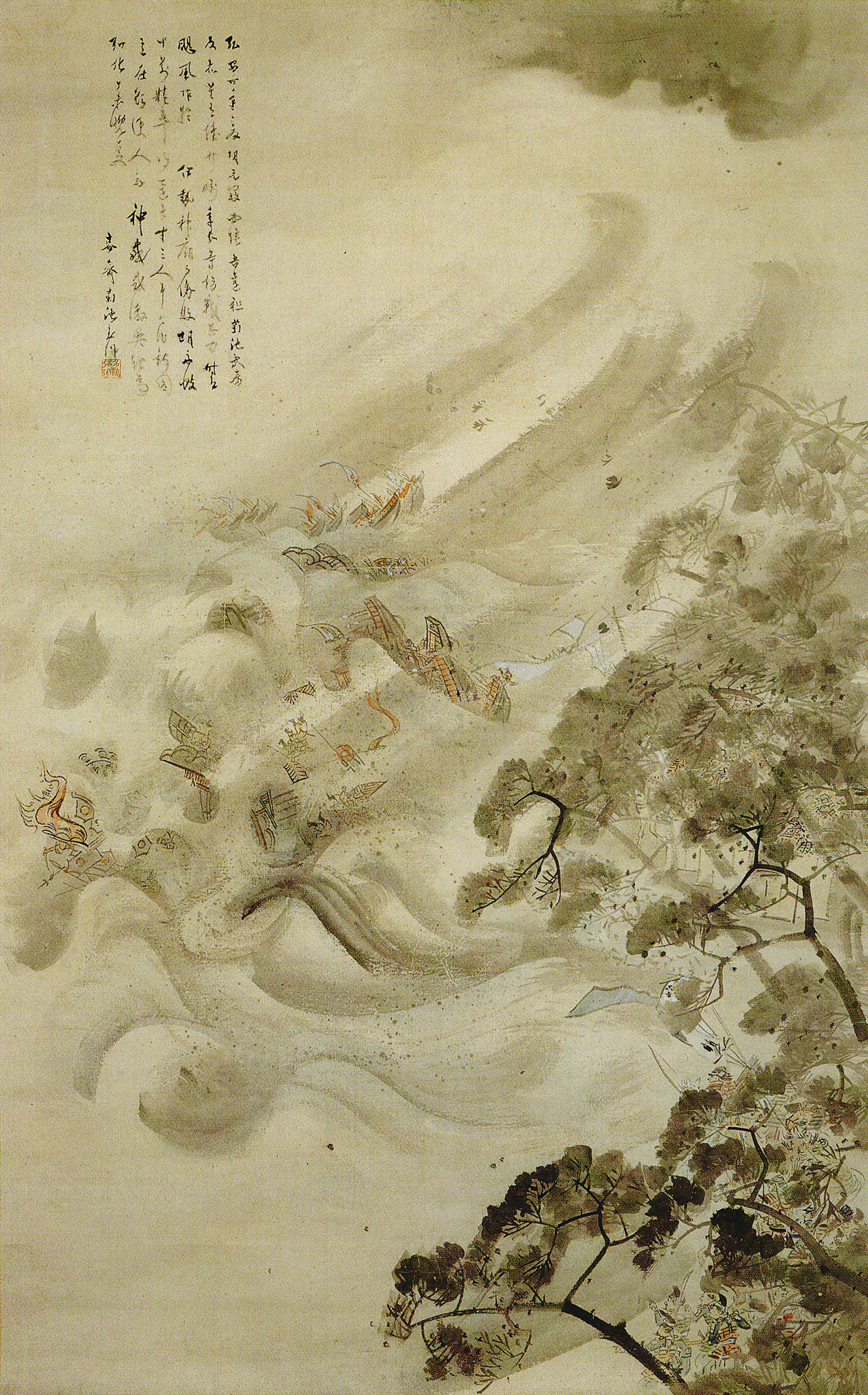
لوحة تعود لعام 1847، تصور غرق أسطول المغول بفعل الأعاصير.

حُدد موعد مغادرة أسطول الغزو في الشهر القمري السابع من عام 1274، لكن الانطلاق تأخر 3 أشهر. خطط قوبلاي العملية بحيث يهاجم الأسطول أولًا جزيرة تسوشيما وجزيرة إيكي قبل بلوغ اليابسة في خليج هاكاتا. تمثلت خطة الدفاع اليابانية البسيطة بتصدي الغوكينين للمغول في كل مكان. تبالغ مصادر كلّ من الطرفين بتعداد قوات الطرف الآخر، فقُدّر عدد الجيوش اليابانية بـ102 ألف مقاتل وفقًا لسجلات تاريخ يوان، بينما تدعي المصادر اليابانية أن تعداد المغول فاق تعداد اليابانيين بما لا يقل عن 10 مقاتلين مغول مقابل مقاتل ياباني واحد. في الحقيقة، لا توجد مصادر موثوقة بخصوص حجم القوات اليابانية، لكن وفقًا للتقديرات، يتراوح عدد القوات الكلية بين 4000 و6000 مقاتل. تألف جيش المغول من 15 ألف مقاتل منغولي وهاني صيني وجورشيني، وما بين 6000 و8000 مقاتل كوري، بالإضافة إلى 7000 بحار كوري.

## الغزو الأول (1274)

### غزو تسوشيما
انطلق جيش يوان الغازي من كوريا في الثاني من نوفمبر عام 1274. بعد يومين، بدأ الجيش إنزاله في جزيرة تسوشيما. جرى الإنزال الرئيس على شاطئ كومودا قرب ساسورا، على الرأس الشمالي الغربي للجزيرة الجنوبية (شيمونو–شيما). حصلت عمليات إنزال أخرى في المضيق الفاصل بين جزيرتي تسوشيما (الشمالية والجنوبية)، بالإضافة إلى نقطتي إنزال على الجزيرة الشمالية. يرتكز الوصف التالي للأحداث على مصادر يابانية معاصرة، أبرزها سو شي كافو، تاريخ عشيرة سو التي حكمت جزيرة تسوشيما.
في ساسورا، اكتُشف الأسطول الغازي بعيدًا عن الشاطئ، ما سمح لنائب الحاكم (جيتو) سو سوكيكوني (1207–74) تنظيم دفاعاته على عجل. في ذلك اليوم، اندلعت النيران في معبد مكرس لإله الحرب هاتشيمان، ما يُعتبر نذير شؤم، لكن سوكيكوني فسّر الأمر معتبرًا الحريق رسالة تحذير.
واجه سوكيكوني، برفقة 80 ساموراي على خيولهم وبصحبة حاشيتهم، نحو 8 آلاف محارب على متن 900 سفينة، وفقًا لوصف كتاب سو شي كافو. رسا المغول في تمام الثانية صباح يوم الخامس من نوفمبر، وتجاهلوا محاولات اليابانيين الساعية وراء التفاوض، فأطلق السهامون المغول النار وأجبروا اليابانيين على الانسحاب. اندلع القتال في تمام الرابعة صباحًا. هُزمت قوات الحامية الصغيرة على الفور، لكن وفقًا لكتاب سو شي كافو، استطاع ساموراي واحد، هو سوكيسادا، قتل 25 جنديًا من العدو في معارك فردية. هزم الغزاة هجمة أخيرة قادها الخيالة اليابانيون بحلول الظلام.
بعد انتصار المغول في كومودا، أحرقت قوات يوان معظم المباني المحيطة بساسورا وذبحت معظم السكان. قضى المغول الأيام القليلة القادمة في العمل على ترسيخ سيطرتهم على جزيرة تسوشيما.

### غزو إيكي
غادر أسطول يوان جزيرة تسوشيما في الثالث عشر من نوفمبر، وهاجم جزيرة إيكي. مثلما حصل مع سكويكوني، دافع حاكم إيكي، وهو تايرا نو كاغيتاكا، بشجاعة عن الجزيرة بصحبة 100 ساموراي والسكان المحليين المسلحين، لكنهم انسحبوا إلى قلعته بحلول الظلام. في الصباح التالي، حاصرت قوات يوان القلعة. استطاع كاغيتاكا تهريب ابنته برفقة ساموراي موثوق، اسمه سوزابورو، عبر ممر سري يفضي إلى الشاطئ، فاستقلا سفينة وهربا نحو البر الرئيس. مرّ أسطول مغولي بجانب السفينة، وأطلق السهام عليهما ما أدى إلى مقتل الابنة، لكن سوزابورو استطاع الوصول إلى خليج هاكاتا وأبلغ عن سقوط إيكي.
شنّ كاغيتاكا طلعة أخيرة فاشلة برفقة 36 رجلًا، توفي 30 منهم في المعركة، فانتحر كاغيتاكا مع عائلته. وفقًا لليابانيين، قيّد المغول النساء وطعنوهن بالسكاكين في راحات أيديهن، ثم عروهنّ من ملابسهن، وقيدوا الجثث على جوانب سفنهم.

### الإنزال في خليج هاكاتا
عبر أسطول يوان البحر ورسا في خليج هاكاتا في 19 نوفمبر، على بعد مسافة قصيرة من دازايفو، العاصمة الإدارية القديمة لكيوشو. في اليوم التالي، اندلعت معركة بونئي، والتي تُعرف أيضًا باسم «المعركة الأولى في خليج هاكاتا».
يدعي كونلان أن شهادة تاريخ يوان عن المعركة تشير إلى تساوي حجم جيشي اليابان ويوان. يقدّر كونلان تعداد كلّ من الجيشين خلال المعركة بنحو 3000 مقاتل (باستثناء بحارة يوان)، بينما يقدر المؤرخون اليابانيون وجود 6000 مدافع على الجانب الياباني. لم تملك القوات اليابانية خبرة بالتكتيكات المستعملة خارج اليابان، فأربكها جيش المغول. رست قوات يوان وزحفت بتشكيلة مكثفة محمية من الجوانب بحائط من الدروع. حمل المغول رماحهم بأسلوب مترابط بإحكام وبلا أي فراغات بين الجنود. أثناء تقدمهم، رموا قذائف مغلفة بالورق والحديد بين الفينة والأخرى، ما أدى إلى ترويع خيول اليابانيين وخروجها عن السيطرة في المعركة. عندما أطلق حفيد أحد القادة اليابانيين سهمه لإعلان بداية المعركة، انفجر المغول ضاحكين.

## معرض صور

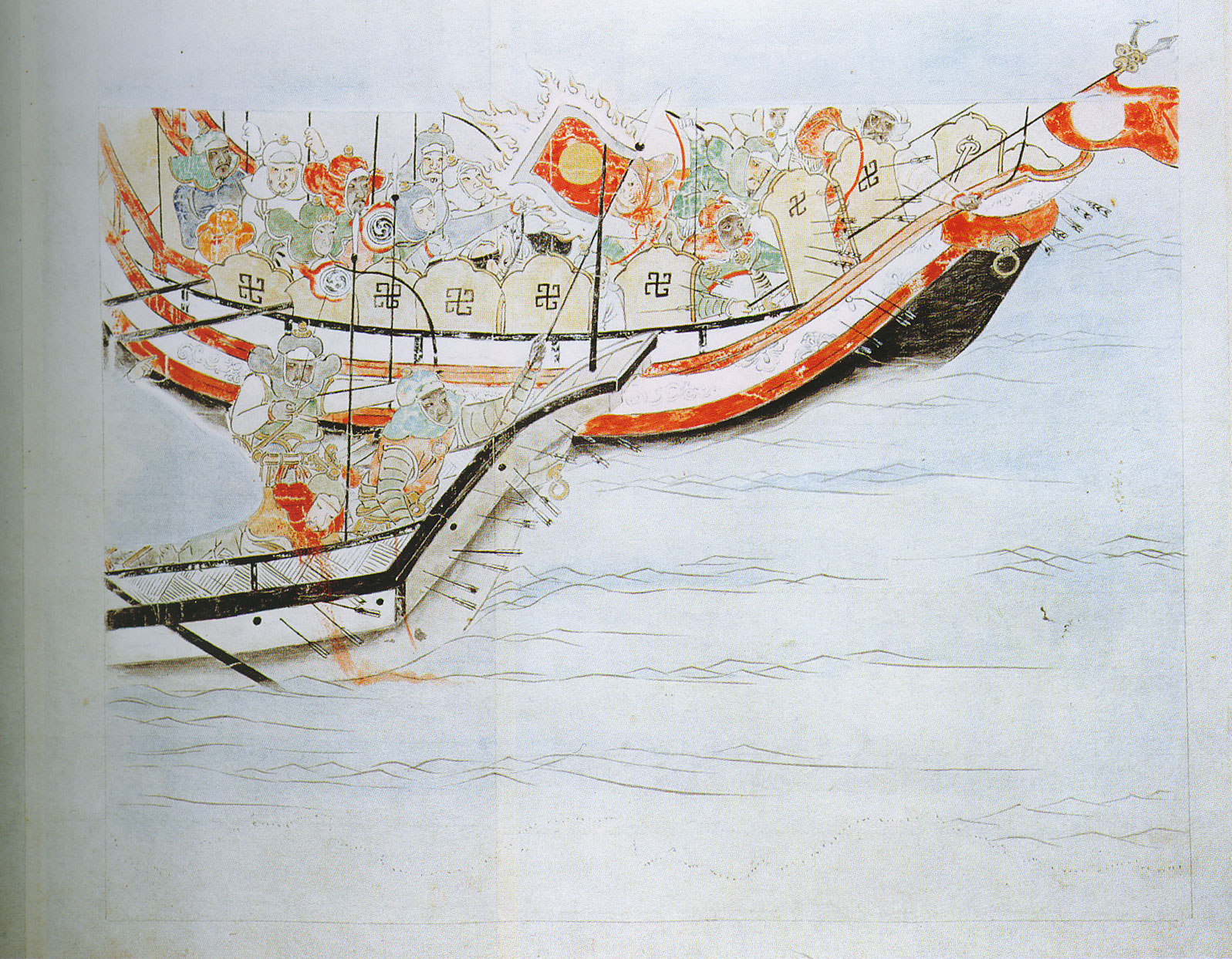
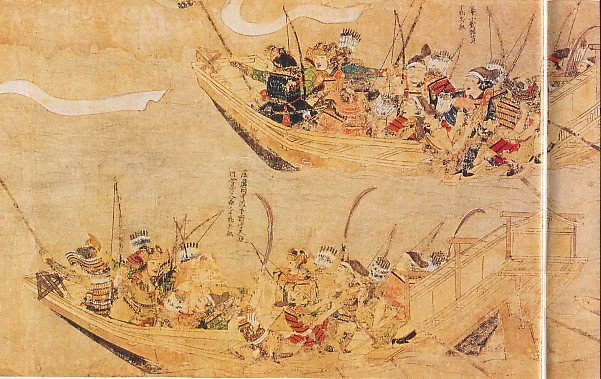
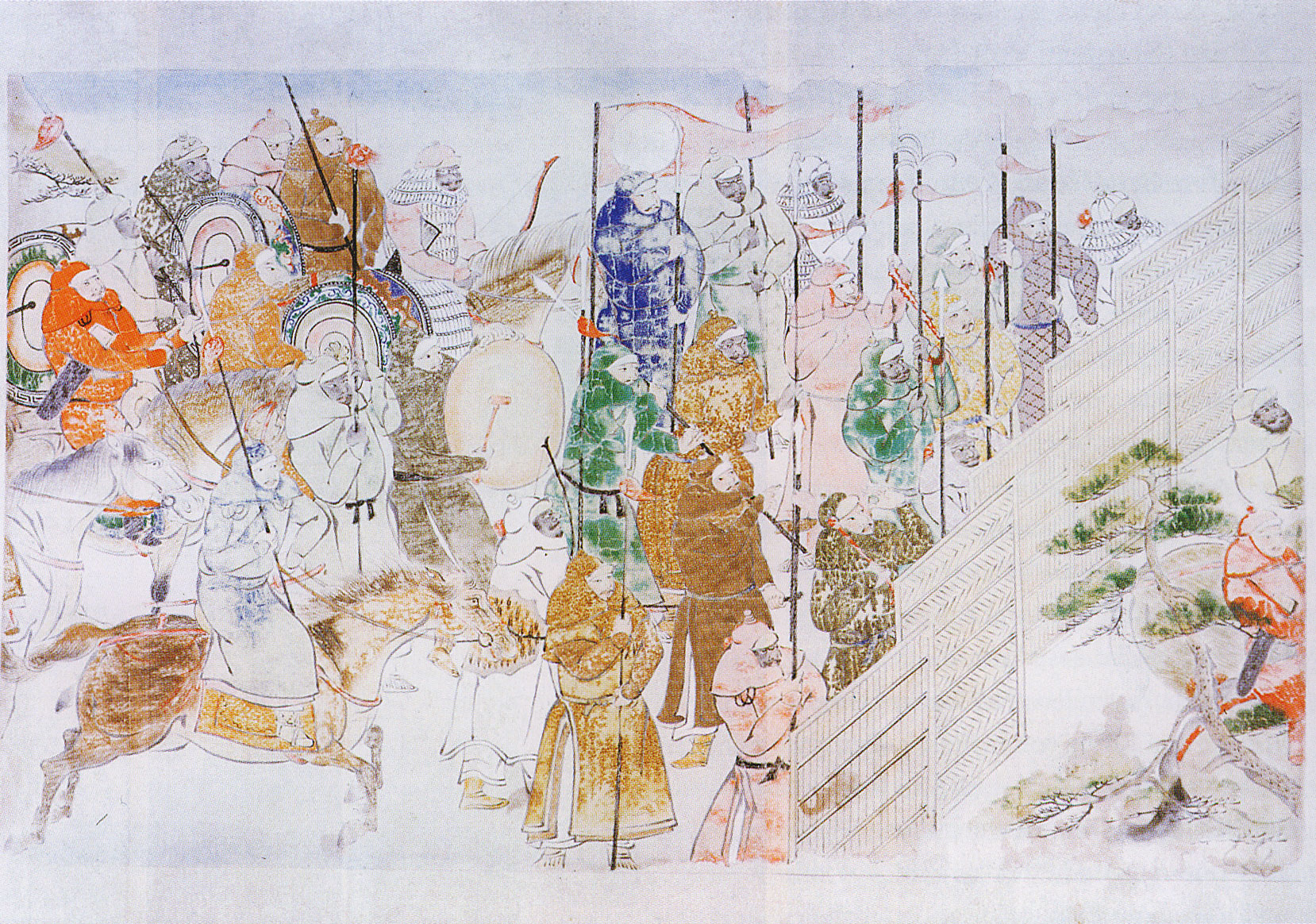

## وصلات خارجية
- Mongol Invasion Scrolls Online - an interactive viewer detailing the Moko Shurai Ekotoba, developed by Professor Thomas Conlan.
- Mongol Invasions of Japan - selection of photos by Louis Chor.
- Mongol Invasions Painting Scrolls - more illustrations from the Moko Shurai Ekotoba.
- Goryeosa 高麗史 full text from the National Diet Library of Japan
- Sasaki، Randall James (2008)، The origin of the lost fleet of the Mongol Empire (PDF)، مؤرشف من الأصل (PDF) في 2016-07-22 (An MA thesis discussing the construction of the invasion fleet, and the discovery of its remains by modern underwater arcaeologists)